# Зимняя Универсиада 2017
Зимняя Универсиада 2017 — 28-е зимние всемирные международные студенческо-молодёжные спортивные соревнования, прошедшие в казахстанском городе Алматы с 29 января по 8 февраля 2017 года.
В состоявшемся мероприятии приняли участие более 2000 спортсменов из 57 стран мира. Соревнования прошли по 12 видам спорта на 8 спортивных
объектах, было разыграно 85 комплектов медалей. Также в организации соревнований было задействовано около 3000 волонтеров (в том числе зарубежных). В проведении Универсиады было задействовано 127 международных судей и около 600 национальных технических специалистов.

## Претенденты и выбор города
На право проведения претендовали:
- Алма-Ата, Казахстан[2]. Ранее страны бывшего СССР не принимали зимних Универсиад; летние Универсиады принимали российские города: Москва-1973 и Казань-2013.
- Тренто, Италия[3] — страна принимала игры Универсиады 9 раз (4 раза летние и 5 раз зимние) — наибольшее количество среди всех стран, как в целом, так и отдельно по летним и зимним играм.

Однако, за неделю до объявления результатов, ввиду того, что к Трентино перешло право проведения зимней Универсиады 2013 года, а также в связи с экономическим кризисом, правительство Италии приняло решение снять его кандидатуру:
«Учитывая тяжелое экономическое положение Италии и высокие финансовые обязательства перед Международной федерацией на данный момент Совет автономной провинции Тренто не видит возможности изыскать средства на проведение Универсиады в 2017 году и поэтому снимает кандидатуру нашего города»
Официальное же решение о проведении Универсиады в Алма-Ате было принято на голосовании Международной федерации университетского спорта (FISU) 29 ноября 2011 года, состоявшемся в Брюсселе (Бельгия).
Таким образом, в связи с отсутствием желающих стран провести Универсиаду, Алма-Ата стала местом проведения зимней Универсиады 2017 года.

## Объекты проведения Универсиады
- Высокогорный каток «Медео» — конькобежный спорт.
- Горнолыжный курорт «Чимбулак» — горнолыжный спорт (слалом, гигантский слалом, супергигантский слалом, скоростной спуск), сноуборд, фристайл.
- Дворец спорта и культуры имени Балуана Шолака — шорт-трек (скоростной бег на коньках на короткой дорожке), хоккей с шайбой (женщины).
- Лыжно-биатлонный стадион «Алатау» — лыжные гонки, биатлон, лыжное двоеборье.
- Дворец «Халык Арена» — хоккей с шайбой (мужчины).
- Дворец «Алматы Арена» — фигурное катание (одиночное, парное катание, танцы на льду), кёрлинг. Церемония открытия и закрытия Универсиады-2017.
- Спортивно-развлекательный комплекс «Табаган» — сноуборд, фристайл.
- Комплекс лыжных трамплинов «Сункар» — прыжки на лыжах К 95 (NH).

## Атлетическая деревня
Атлетическая деревня построена в 2016 году для обеспечения жильем спортсменов и членов официальных делегаций зимней Универсиады. Располагается в Алатауском районе города на улице Момышулы угол проспекта Рыскулова в шаговой доступности от спортивного комплекса «Алматы Арена» на территории общей площадью 21,5 га. Она рассчитана на проживание 5000 человек. Общая площадь жилой части — около 125 тысяч м², 1748 квартир. Жилой комплекс состоит из 14 жилых домов и 3 блоков обслуживания. Постройка деревни обошлась бюджету страны в 42,6 млрд тенге (127 млн долларов).
Изначально предполагалось, что жилые здания Атлетической деревни после проведения Универсиады должны будут использоваться под студенческие общежития ВУЗов города, так как сегодня дефицит мест в существующих общежитиях города составляет порядка 28 тысяч мест. Этот дефицит предполагалось покрыть за счёт использования Атлетической деревни после Универсиады. Бывший аким города Ахметжан Есимов активно настаивал на этом, считал, что удобства надо создавать студентам. Но позднее в городе сменилось руководство, и новый аким Бауыржан Байбек заявил, что 1748 квартир бывшей Атлетической деревни будут реализованы (проданы) покупателям через АО «Казахстанская ипотечная компания» с условием «аренда с выкупом на 20 лет».

## Финансирование и организация
На строительство и развитие инфраструктуры к Универсиаде из Республиканского бюджета было выделено 109 млрд тенге. Стоимость строительства ледового дворца «Алматы Арена» составила 38,5 млрд тенге, ледового дворца «Халык Арена» 23,4 млрд тенге, комплекса зданий Атлетической деревни для проживания участников 42,6 млрд тенге. В 30 млрд.тенге обошлось подведение к объектам Универсиады коммуникаций.
На подготовку и организацию проведения Универсиады было затрачено 17 млрд.тенге.

## Виды спорта
В ходе Универсиады были проведены соревнования по 12 видам спорта:
| - Биатлон - Горнолыжный спорт - Кёрлинг - Конькобежный спорт | - Лыжное двоеборье - Лыжные гонки - Прыжки на лыжах с трамплина - Сноуборд | - Фигурное катание - Фристайл - Хоккей - Шорт-трек |

## Расписание
Ниже представлен график соревнований на Универсиаде:
| ЦО | Церемония открытия | 1 | Финалы соревнований | ЦЗ | Церемония закрытия | ● | Квалификация соревнований | ПВ | Показательные выступления |

| Январь/Февраль              | 28 Сб | 29 Вс | 30 Пн | 31 Вт | 01 Ср | 02 Чт | 03 Пт | 04 Сб | 05 Вс | 06 Пн | 07 Вт | 08 Ср | Соревнования |
| --------------------------- | ----- | ----- | ----- | ----- | ----- | ----- | ----- | ----- | ----- | ----- | ----- | ----- | ------------ |
| Церемонии                   |       | ЦО    |       |       |       |       |       |       |       |       |       | ЦЗ    |              |
| Биатлон                     |       |       |       | 2     |       | 2     | 2     |       | 1     |       | 2     |       | 9            |
| Горнолыжный спорт           |       |       | 2     | 1     | 1     |       | 1     | 1     | 1     | 1     | 1     |       | 9            |
| Кёрлинг                     |       |       | ●     | ●     | ●     | ●     | ●     | ●     | ●     | ●     | 2     |       | 2            |
| Конькобежный спорт          |       |       |       | 2     | 2     | 2     | 2     | 2     | 2     | 2     |       |       | 14           |
| Лыжное двоеборье            |       |       |       | 1     |       |       | 1     |       | 1     |       |       |       | 3            |
| Лыжные гонки                |       |       | 2     | 2     |       | 2     |       | 1     |       | 2     | 1     | 1     | 11           |
| Прыжки на лыжах с трамплина |       |       |       |       | 2     |       |       | 1     | 2     |       |       |       | 5            |
| Сноуборд                    |       |       | 2     | 2     | ●     | 2     |       |       | 2     |       | 2     |       | 10           |
| Фигурное катание            |       |       |       |       | ●     | 1     | ●     | 2     | ПВ    |       |       |       | 3            |
| Фристайл                    |       |       | 2     | 1     |       | 2     | 2     |       |       | ●     | 2     |       | 9            |
| Хоккей                      | ●     | ●     | ●     | ●     | ●     | ●     | ●     | ●     | ●     | 1     | ●     | 1     | 2            |
| Шорт-трек                   |       |       |       |       |       |       |       |       | 2     | 2     | 4     |       | 8            |
| Комплекты медалей           |       |       | 8     | 11    | 5     | 11    | 8     | 7     | 11    | 7     | 15    | 2     | 85           |
| Январь/Февраль              | 28 Сб | 29 Вс | 30 Пн | 31 Вт | 01 Ср | 02 Чт | 03 Пт | 04 Сб | 05 Вс | 06 Пн | 07 Вт | 08 Ср | Соревнования |

### Медальный зачёт
| Место | Страна           | Золото | Серебро | Бронза | Всего |
| ----- | ---------------- | ------ | ------- | ------ | ----- |
| 1     | Россия           | 29     | 27      | 15     | 71    |
| 2     | Казахстан        | 11     | 8       | 17     | 36    |
| 3     | Республика Корея | 11     | 5       | 5      | 21    |
| 4     | Япония           | 6      | 12      | 10     | 28    |
| 5     | Польша           | 5      | 2       | 5      | 12    |
| 6     | Италия           | 4      | 0       | 0      | 4     |
| 7-8   | Китай            | 3      | 2       | 2      | 7     |
| 7-8   | Франция          | 3      | 2       | 2      | 7     |
| 9     | Беларусь         | 3      | 2       | 1      | 6     |
| 10    | Украина          | 2      | 3       | 4      | 9     |
| 11    | Чехия            | 1      | 2       | 4      | 7     |
| 12    | Латвия           | 1      | 0       | 0      | 1     |
| 13    | Нидерланды       | 0      | 3       | 1      | 4     |
| 14    | Швейцария        | 0      | 2       | 2      | 4     |
| 15    | Германия         | 0      | 2       | 1      | 3     |
| 16-17 | Финляндия        | 0      | 2       | 0      | 2     |
| 16-17 | Словения         | 0      | 2       | 0      | 2     |
| 18    | Австрия          | 0      | 1       | 4      | 5     |
| 19-20 | Австралия        | 0      | 1       | 0      | 1     |
| 19-20 | США              | 0      | 1       | 0      | 1     |
| 21    | Швеция           | 0      | 0       | 3      | 3     |
| 22    | Словакия         | 0      | 0       | 2      | 2     |
| 23-24 | Армения          | 0      | 0       | 1      | 1     |
| 23-24 | Норвегия         | 0      | 0       | 1      | 1     |
| Всего | Всего            | 68     | 68      | 70     | 206   |

## Страны-участники
В соревнованиях на зимней Универсиаде 2017 года приняли участие 2000 спортсмена из 57 стран.

| - Австралия (7) - Австрия (21) - Азербайджан (1) - Аргентина (2) - Армения (1) - Афганистан (3) - Беларусь (23) - Бельгия (3) - Болгария (4) - Бразилия (1) - Великобритания (71) - Венгрия (2) - Германия (29) - Гонконг (1) - Греция (1) - Грузия (8) - Италия (38) - Иран (3) | - Казахстан (171) - Канада (120) - Кыргызстан (10) - Республика Корея (80) - Китай (116) - Латвия (26) - Ливан (5) - Литва (6) - Малайзия (1) - Мексика (2) - Монголия (10) - Нидерланды (20) - Новая Зеландия (1) - Норвегия (19) - Парагвай (1) - Польша (61) - Румыния (3) - Россия (350) | - Словакия (37) - Словения (13) - США (80) - Тайвань (3) - Таджикистан (1) - Таиланд (1) - Турция (20) - Уганда (1) - Узбекистан (3) - Украина (59) - Чехия (69) - Финляндия (17) - Франция (41) - Швейцария (34) - Швеция (50) - Эстония (10) - Япония (110) |

## Символика

### Медали
Медаль Универсиады выполнена в классическом дизайне из металлического сплава, имитирующего золото, серебро и бронзу. Изготовлена методом чеканки на казахстанском монетном дворе с использованием цветной эмали. На аверсе медали размещены логотип FISU, название игр и место проведения, на реверсе — логотип Универсиады.
Всего на зимней Универсиаде было разыграно 86 комплектов медалей, всего 543 в 12 видах спорта.

### Логотипы используемые в Универсиаде
Логотип зимней Универсиады 2017 создан на пересечении следующих образов и понятий: Буква «U» — неотъемлемый атрибут всех логотипов Универсиады выполненный в виде стилизованных крыльев, что означает рост, а также стремление к достижению вершин.
Помимо официального логотипа Универсиады, во всех мероприятиях и атрибутике Универсиады: реклама в городе — билборды, баннеры, стенды, оформление, спортивные объекты; форменная одежда — волонтеров, организаторов, факелоносцев, представителей сми, коммерческих блогеров; церемонии награждения победителей; церемонии открытия и закрытия использовался новый логотип города, подвергшийся ранее критике.

### Талисман
Талисманом зимней Универсиады 2017 года выбран птенец сокола (сұңқар), похожий на воробья (торғай), что, по мнению разработчиков, олицетворяет скорость, легкость, энергию и жажду побед. Изначальный вариант талисмана был похож на попугая, выполненного в голубом цвете, позже переделан.

### Слоган
Слоган Универсиады — «Расправь свои крылья!», что является призывом к молодым спортсменам покорить высоты взрослого спорта.

### Эстафета огня Универсиады
25 января в городе Астана был дан старт эстафете огня Универсиады 2017 года. В каждом областном центре произойдет собственное зарождение огня и свой этап Эстафеты. 26 января — Петропавловск, Кокшетау, Костанай, Павлодар, Караганда и Усть-Каменогорск, 27 января — Уральск, Актобе, Атырау, Актау, 28 января — Кызылорда, Тараз, Шымкент, Талдыкорган. 29 января эстафета огня прошла в Алма-Ате по центральным улицам, стартовала от университета КазНУ им. Аль-Фараби и финишировала у Дворца Республики.
Участие в Эстафете приняло 1000 факелоносцев. В число факелоносцев вошли спортсмены, видные деятели спорта, культуры, науки, представители FISU.

## Церемония открытия и закрытия
Церемония открытия 28-й Всемирной зимней Универсиады 2017 года (29 января 2017 года) и закрытия (8 февраля 2017 года) состоялись в ледовом дворце «Алматы Арена». На официальном закрытии игр прошла передача знамени FISU Красноярску, городу-организатору следующей 29-й Всемирной зимней Универсиады.

## Организационное и медиа-обеспечение
14 июня 2016 года на пост руководителя дирекции по подготовке и проведению 28-й Всемирной зимней Универсиады-2017 в Алма-Ате назначен Наиль Нуров.
Планируется, что количество ожидаемой телеаудитории составит 1 млрд. Трансляция будет проводиться в 80 странах мира. Спортивные соревнования Универсиады будут транслироваться 3 местными каналами — «KazSport», «Хабар» и «Казахстан», российским — «Матч ТВ» и зарубежными каналами «Евроспорт» и «ССTV».

### Персоны универсиады
- Сапиев Серик — аким (мэр) Атлетической деревни.
- Байбек Бауыржан — аким (мэр) города Алма-Аты.